# الجمعية التونسية لمساندة الأقليات
الجمعية التونسية لمساندة الأقليات هي منظمة تونسية منظمة غير حكومية تدافع عن حقوق الأقليات، نذكر منها معاداة السامية ورهاب المثلية .

## نبذة تاريخية
تم تأسيسها بمبادرة من 4 أشخاص - طالبة طب, أستاذ في العلوم الطبيعية, محامي وأستاذ في التعليم الرياضي والفيزيائي - في 29 سبتمبر 2011, تقريبا بعد اندلاع الثورة التونسية وينشط بها العديد من الأعضاء.